# Бон Аква Џанкшон (Тенеси)
Бон Аква Џанкшон (енгл. Bon Aqua Junction) насељено је место без административног статуса у америчкој савезној држави Тенеси.

## Демографија
По попису из 2010. године број становника је 1.230.
| Група             | 2000.    | 2010.         |
| Белци             | 0 (0,0%) | 1.176 (95,6%) |
| Афроамериканци    | 0 (0,0%) | 29 (2,4%)     |
| Азијати           | 0 (0,0%) | 2 (0,2%)      |
| Хиспаноамериканци | 0 (0,0%) | 9 (0,7%)      |
| Укупно            | 0        | 1.230         |